# (575) Renate
(575) Renate est un astéroïde de la ceinture principale.

## Description
(575) Renate est un astéroïde de la ceinture principale. Il fut découvert le 19 septembre 1905 à Heidelberg par Max Wolf. Il présente une orbite caractérisée par un demi-grand axe de 2,55 UA, une excentricité de 0,13 et une inclinaison de 15,0° par rapport à l'écliptique.